# Istituto Bancario Italiano
L'Istituto Bancario Italiano (IBI) era una banca italiana con sede a Milano fondata da Carlo Pesenti e controllata dalla finanziaria del gruppo di famiglia Italmobiliare.

## Storia
L'IBI nacque nel 1967 per iniziativa di Carlo Pesenti.
Questi infatti si era proposto di rilevare otto istituti bancari italiani facenti tutti capo al senatore della Democrazia Cristiana Teresio Guglielmone che, alla sua morte, avvenuta nel 1959, aveva lasciato un ammanco pari a circa i due terzi di tutti i depositi complessivamente depositati in tali istituti.
Le banche guidate da Guglielmone, infatti, erano state usate come cassa per i fondi neri dalla Democrazia Cristiana e il grave ammanco rischiava di diventare un grave scandalo politico e giudiziario, oltre che esporre gli istituti alla bancarotta in caso di massicce richieste di restituzione dei depositi da parte dei correntisti.
Gli otto istituti erano:
- Credito di Venezia e del Rio de la Plata, capofila (Milano);
- Banca Romana,
- Istituto Bancario Romano,
- Banca di Credito e Risparmio (Roma);
- Credito Mobiliare Fiorentino (Firenze);
- Banca Naef Ferrazzi Longhi & C. (La Spezia);
- Banca Torinese Balbis & Guglielmone (Torino);
- Banca di Credito Genovese (Genova).

Nel 1967 Pesenti si offrì quindi di ristrutturare le otto banche previa autorizzazione della Banca d'Italia di poter fonderle in un unico istituto e di espandere gli sportelli complessivi, nonché di avere un prestito di venti miliardi di lire per risanare la situazione e riavviare il giro d'affari.
Le richieste di Pesenti furono accontentate e il pericolo di uno scandalo fu allontanato.
L'istituto ebbe sede legale a Milano in piazza della Scala; oltre agli sportelli presenti nelle città cui facevano capo le otto banche che lo formavano, Pesenti aprì altre agenzie a Napoli, Venezia, Bari, Bologna, Parma, Padova, Vicenza, Trieste, Treviso, Pescara e altre.
Il suo codice ABI era 3573.
Nel 1971 acquisì il Banco di Credito Generale di Bologna.
Nel 1975 era la seconda banca privata in Italia per entità dei depositi.
Nel 1977 era la diciassettesima banca italiana per raccolta.
Alla fine degli anni settanta, il gruppo Italmobiliare si ritrovò ad avere una forte esposizione debitoria, e dovette affrontare un processo di ristrutturazione e di cessione di alcune attività, tra cui quelle bancarie.
Nel 1982, l'IBI fu ceduto alla Cassa di Risparmio delle Provincie Lombarde (CARIPLO), che lo assorbì completamente nel 1991.